# Vukovo Brdo
Vukovo Brdo is een plaats in de gemeente Žumberak in de Kroatische provincie Zagreb. De plaats telt 14 inwoners (2001).